# 奎因 (南达科他州)
奎因（英語：Quinn），是美国南达科他州下属的一座城鎮。根据2010年美国人口普查，该鎮有人口55人。论人口在本州排行第272。